# Euskefeurat
Euskefeurat är en musikgrupp från Piteå som bildades 1977. Bandet kallade sig först Contraband och medverkade 1977 på skivan Norrbottensplattan 1 med låten Euskefeurat, men bytte sedan namn till Euskefeurat, som på pitemål betyder ungefär olustig.

## Medlemmar
Bandets medlemmar har varierat under årens lopp. Nuvarande uppsättning består av Ronny Eriksson, Bengt Ruthström, Dan Engman, Per Isaksson, Robert "Rufus" Lundberg och Kenneth Berg.

## Musiken
Bandets musik kan kategoriseras som progg eller folkrock. Somliga melodier är hämtade från irländsk folkmusik, exempelvis "Hem till Altersbruk" (The Rocky Road to Dublin), "Det är hit man kommer när man kommer hem" (Donegal Danny), "Nere vid Piteälva" (Weila Waila), "Länge har vi väntat" (Shores of Botany Bay), Skweelar'n (La Danse de Mardi Gras) och "Mutta herra jumala" (Whiskey in the jar).
Texterna är ofta kopplade till Norrbotten och Piteåtrakten. Euskefeurat sjunger många sånger på pitemål. Flera texter är politiska med samhällskritik från vänsterkanten. Humorn är central för bandet.

## Uppbrott och omstart
Bandet lades ner 1994, men den 9 april 2005 återförenades de för en kväll, vilket ledde till en fortsättning. Från och med 2005 har bandet genomfört flera spelningar och mindre turnéer runt om i Sverige.

## Diskografi

### Ägge borte katta
- Utgiven år: 1982
- Medverkande: Ronny Eriksson, Bengt Ruthström, Stefan Isaksson, Irene Danielsson, Erling Fredriksson, Arn Johansson

Sånger på skivan:
1. Euskefeurat
2. Mutta herra jumala
3. Lillpitevisan
4. Vaggvisa
5. Bonden o björn
6. Sommarens sista kväll
7. Båkaspännarn
8. Hand i hand
9. Hem till Altersbruk
10. Seskarövisan
11. Folke
12. Namnlösas här

### Levandes
- Utgiven år: 1984
- Medverkande: Ronny Eriksson, Bengt Ruthström, Stefan Isaksson, Irene Danielsson, Erling Fredriksson, Arn Johansson

Sånger på skivan:
1. Skweelarn
2. Innerst inne är vi alla folkpartister
3. Deborah
4. Konsumvisan
5. Daniel och Siv
6. Hör du Bengt
7. Tankar på nattgammal is
8. Det är hit man kommer när man kommer hem
9. Vårvisa
10. Stockholm Marathon
11. Länge har vi väntat

### Aotom Taotom
- Utgiven år: 1986
- Medverkande: Ronny Eriksson, Bengt Ruthström, Stefan Isaksson, Sonia Harr, Dan Engman, Arn Johansson

Sånger på skivan:
1. Ao'tom tao'tom
2. Älva hon glema
3. Pessimiskonsulten
4. Mathilda
5. Tips och penninglotter
6. Kvad
7. Sjunde dagen
8. Vöre val'e
9. Handelsresanden
10. Apparata
11. Norrbotten

### Hoven droven
- Utgiven år: 1988
- Medverkande: Ronny Eriksson, Bengt Ruthström, Stefan Isaksson, Sonia Harr, Dan Engman, Arn Johansson

Sånger på skivan:
1. Då i dåij
2. Mer och mer och mer
3. Vad jag är bra
4. Bannes Johannes
5. Till Ingela
6. En fri man
7. Jag skiter i det sexuella
8. He'ven
9. Storswänsken
10. Till Elias

### Bondångersånger
- Utgiven år: 1990
- Medverkande: Ronny Eriksson, Bengt Ruthström, Stefan Isaksson, Sonia Harr, Dan Engman, Per Isaksson, Arn Johansson

Sånger på skivan:
1. Bondångersång
2. Nya gungor & karuseller
3. Gösta
4. Konjak & nazister
5. Gunde Svan
6. Annagreta
7. Lingorap
8. Tröstvals för bondånger
9. Bluebird från Kall
10. Gnölar'n
11. Requiem
12. Bondånger

### Hipp Happ
- Utgiven år: 1993
- Medverkande: Ronny Eriksson, Bengt Ruthström, Stefan Isaksson, Dan Engman, Per Isaksson

Sånger på skivan:
1. Marknadsvisa
2. Min brorsa
3. Ge dom vad dom tål
4. Gropen
5. Härifrån till Bryssel
6. Jag måste vara galen om regeringen är klok
7. Passar det dig
8. Leonard Larssons testamente
9. Farsan är död
10. Inte odumt
11. Ingen alls

### Sista färden hem till byn (live)
- Utgiven år: 1994
- Medverkande: Ronny Eriksson, Bengt Ruthström, Stefan Isaksson, Dan Engman, Per Isaksson, Robert Lundberg m fl

Sånger på skivan:
1. Euskefeurat
2. Fri man
3. Vischan blues
4. Bonden och björn
5. Ao'tom tao'tom
6. Jämna plågor
7. Minnen
8. Jag vill städa i Europa
9. Konjak & nazister
10. Min brorsa
11. Jag skiter i det sexuella
12. Gunde Svan
13. Tankar på nattgammal is
14. Jag måste vara galen om regeringen är klok
15. Med guds hjälp och bingolotto
16. Inte odumt
17. Skweelarn
18. Kvad
19. Det är hit man kommer när man kommer hem

### Lurv
- Utgiven år: 2008
- Medverkande: Ronny Eriksson, Bengt Ruthström, Stefan Isaksson, Dan Engman, Per Isaksson, Robert Lundberg

1. Gråtvals
2. Åh, Lönsamhet
3. Sankte Per
4. Gode Gud i himmelen
5. 75-års Renault
6. Säg haver ni hört
7. Littorin Humpa
8. Far min
9. Flyktingarna
10. Husvagnblues
11. Evert stod på lagårdsbacken
12. När jag en gång dör
13. Leonard Larssons testamente
14. Hem till Altersbruk
15. Vöre vale
16. Spela Creedence

### Aldrig för sent att ge opp
- Utgiven år: 2010
- Medverkande: Ronny Eriksson, Bengt Ruthström, Stefan Isaksson, Dan Engman, Per Isaksson, Robert Lundberg

1. Nö'bert vä ve
2. Det mesta rår nog spriten för
3. Fullmånen lyser över skogen
4. Rosa Kata Alexandra Moa Margareta
5. Faster Aina
6. Gunnar
7. Vi sjöng "Arbetets söner"
8. Holger
9. Mosa'tramparn
10. Den officiella versionen
11. Nu pissar vi i brallorna igen
12. Perellin humppa
13. Aldrig för sent att ge opp
14. Apparata
15. Mathilda

### Sånger från Hotaheiti
- Utgiven år: 2014
- Medverkande: Ronny Eriksson, Bengt Ruthström, Kenneth Berg, Dan Engman, Per Isaksson, Robert Lundberg

1. Åren går o tiden lider
2. Långt från kusinerna i stan
3. Hotaheiti
4. Egentligen
5. Holmström
6. Förut ligger nära
7. Snöslungan
8. 21 augusti
9. Tjära o fjädrar
10. Himlen var blå
11. Helt utan egen förskyllan
12. Bönhuset
13. Alla ska vi dö en dag